# Sebastian Bonnet
Sebastian Bonnet (nacido el 27 de abril de 1978), también conocido como Antoine Korda, aunque su verdadero nombre es Andrej Cupka. En su momento fue un actor pornográfico eslovaco, quien empezó en la pornografía gay. Sebastian es, en palabras de su primer compañero de pantalla, Lukas Ridgeston, "una persona de buen humor, tranquilo y muy divertido".
En 1996, al cumplir 18 años, viajó a Portugal, donde se inició en la industria del cine porno. Allí grabó simultáneamente dos escenas para Pride Video: Frisky Summer 2 y The English Student. A partir de ese momento trabajó de tiempo completo en Bel Ami en la unidad de postproducción, en donde se desempeñó en diversos cargos. Durante muchos meses, filmó muchas de las audiciones de casting. Fue la segunda cámara en la mayoría de los episodios de "The Personal Trainers" series, que fue su trabajo más importante, producida por la compañía Bel Ami. 
Junto con Dano Sulik, otro joven actor de Bel Ami, entrenó a numerosos modelos que formaron parte de la segunda generación de la compañía. Su físico atlético y su destacada actuación frente a las cámaras, lo llevaron a convertirse en uno de los actores más importantes de Bel Ami. Esto motivó la creación del libro Sebastian & Friends por George Duroy, publicado en 2004 por Bruno Gmunder Verlag GmbH.
En 2004, ganó el "Freshman of the Year" Award presentado anualmente por Freshmen, una revista de adultos publicado por LPI Media. En el 2003 fue nominado por la GayVN Award en la categoría Mejor Escena Grupal. Aparte de ser actor, trabajó como camarógrafo y editor para las películas de Bel Ami en donde pre editó todos los videos principales de esta empresa. A partir de las horas de metraje en bruto, organizó los diferentes ángulos de cámara de las escenas en una secuencia lógica para que George Duroy, director de Bel Ami, pudiera seleccionar y hacer la edición final de las películas. 
Más tarde, dejó la actuación para filmar y dirigir sus propios episodios para la sección de programación exclusiva de Bel Ami Online. 
En 2010 se alejó de la industria porno, para dedicarse a las ventas trabajando para diversas compañías como Gerente Senior. Hoy en día radica en Bratislava, Eslovaquia junto con su esposa e hijos.

## Filmografía
| Año  | Título                      |
| ---- | --------------------------- |
| 2009 | "Sex Buddies 1"             |
| 2008 | "Personal Trainers A+2"     |
| 2007 | "Undressed Rehearsals 1"    |
| 2007 | "Out at Last 5: Striptease" |
| 2006 | "No Experience Necessary"   |
| 2006 | "Out of Africa 3"           |
| 2006 | "Pillow Talk 2"             |
| 2006 | "Pillow Talk 3"             |
| 2005 | "Lukas in Love"             |
| 2005 | "Personal Trainers A+"      |
| 2004 | "Personal Trainers 8"       |
| 2004 | "Personal Trainers 9"       |
| 2003 | "Alpine Adventure"          |
| 2003 | "Just for Fun"              |
| 2003 | "Out at Last 3: Cocktails"  |
| 2003 | "Out at Last 4: Bazaar"     |
| 2003 | "Personal Trainers 7"       |
| 2002 | * "Frisky Summer 4"         |
| 2002 | "Out at Last 2: Bonbons"    |
| 2002 | "Personal Trainers 4"       |
| 2002 | "Personal Trainers 5"       |
| 2002 | "Personal Trainers 6"       |
| 2001 | "All About Bel Ami"         |
| 2001 | "Cover Boys"                |
| 2001 | "Personal Trainers"         |
| 2001 | "Personal Trainers 2"       |
| 2001 | "Personal Trainers 3"       |
| 2000 | "English Lessons"           |
| 1999 | "The English Student"       |
| 1999 | "Frisky Memories"           |
| 1998 | "Frisky Summer 3"           |
| 1997 | "Souvenirs"                 |
| 1997 | "Wide Open"                 |
| 1996 | "Frisky Summer 2"           |
| 1996 | "Summer, the First Time"    |
| 1996 | "Sunshine After the Rain"   |